# Cypel Rewski

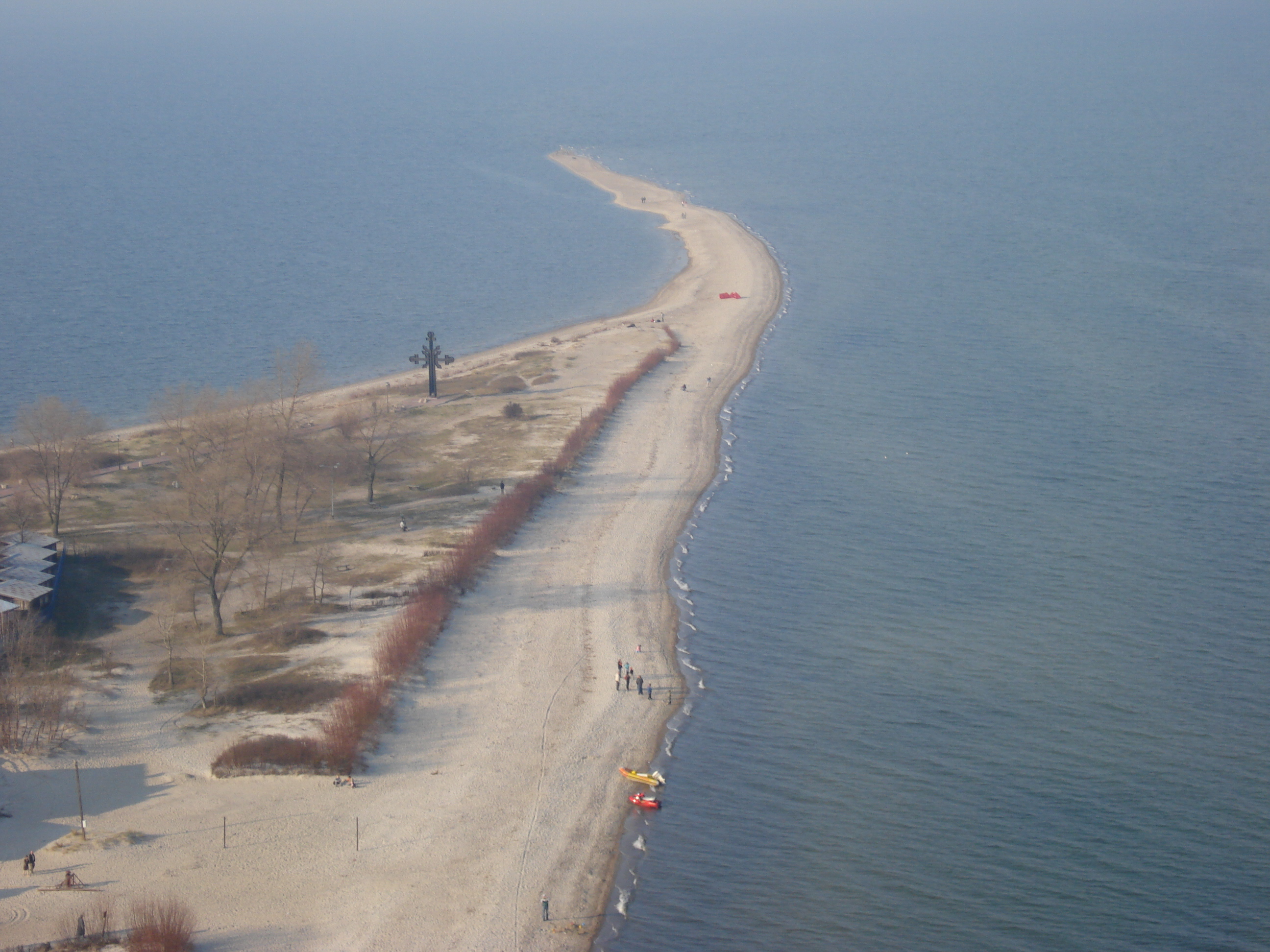
Cypel Rewski od nasady (2007)

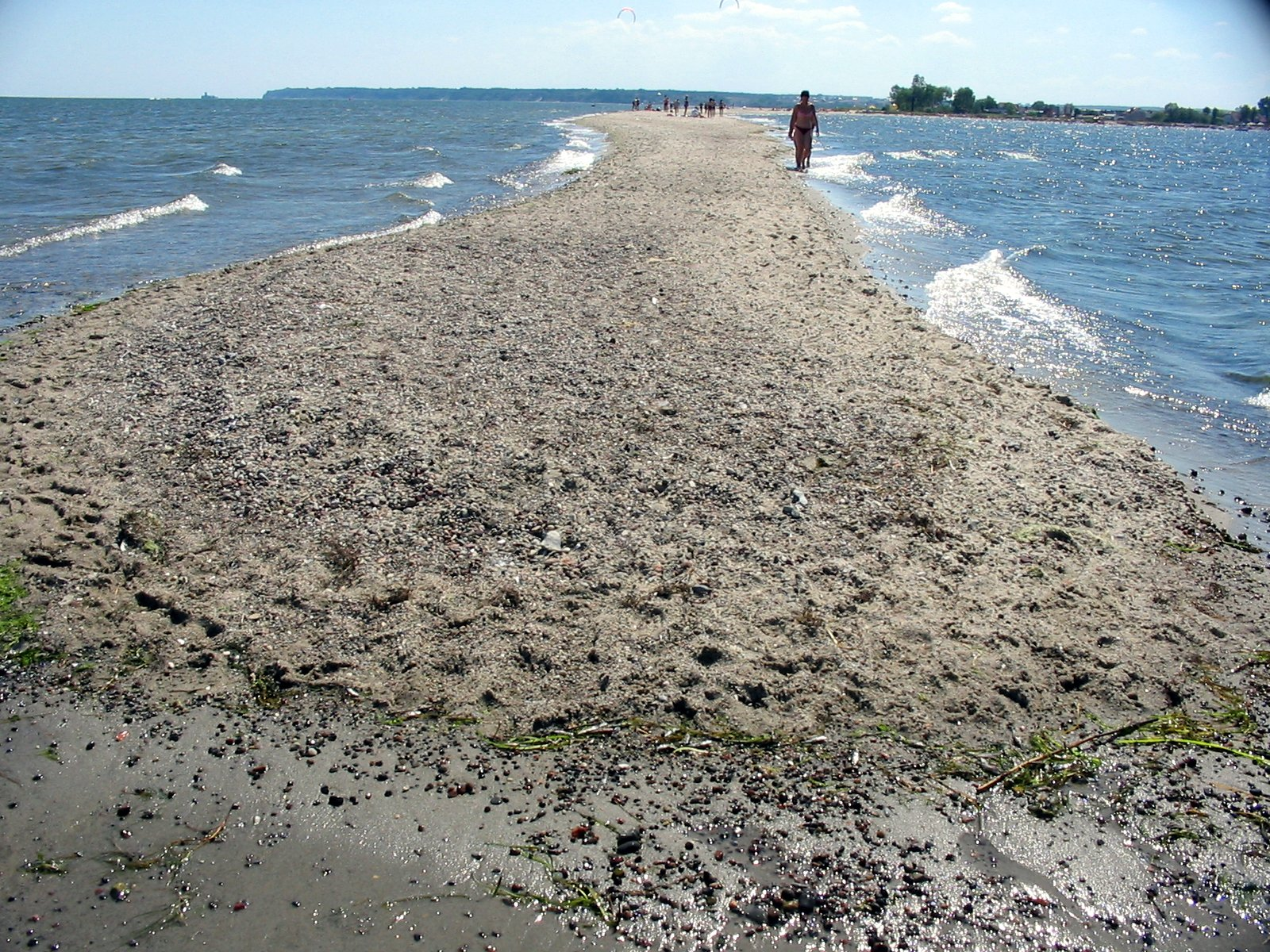
Cypel Rewski od przylądka (2005)

Cypel Rewski, gwarowo Szpyrk lub Szperk (kasz. Réwsczi Ùsëp lub Szpërk) – kilometrowej długości piaszczysta kosa wcinająca się w wody Zatoki Puckiej niedaleko miejscowości Rewa, utworzona przez prąd morski płynący wzdłuż brzegów Zatoki Gdańskiej. 
Dalszy ciąg nanosu (zwany Rybitwią Mielizną, Rewą Mew lub Mewią Rewą) tworzy wał podmorski ciągnący się do Mierzei Helskiej. Średnia głębokość na całej długości wału wynosi metr, z wyjątkiem przekopu o szerokości około 700 m, zwanego Głębinką (kasz. Dëpka), którego głębokość dochodzi miejscami do pięciu metrów. Niewielkie obszary mielizny okresowo wyłaniają się nad powierzchnię wody, tworząc wysepki.
Raz w roku odbywa się Marsz Śledzia, w którym to śmiałkowie pokonują mieliznę pieszo z Kuźnicy do Rewy. Korzystają z niej także dziki, wędrując i płynąc na Mierzeję Helską. 